# Chrysotypus lakato
Chrysotypus lakato är en fjärilsart som beskrevs av Pierre E.L. Viette 1958. Chrysotypus lakato ingår i släktet Chrysotypus och familjen Thyrididae. Inga underarter finns listade i Catalogue of Life.